# Stefanía Fernández
Stefanía Fernández Krupij, född 4 september 1990 i Mérida, är en venezuelansk fotomodell. Hon korades 2008 till Miss Venezuela och blev året därpå vinnare av Miss Universum 2009.

## Biografi

### Bakgrund
Fernández har släktrötter i Galicien, Polen och Ryssland. Delar av familjen deltog i och blev bekanta med varandra i samband med spanska inbördeskriget och ett koncentrationsläger under andra världskriget. Modern är apotekare med ryskt ursprung, fadern företagare inom träindustrin. Stefanía har även en äldre bror, Carlos Eugenio.

### Skönhetskarriär
Det tidiga intresset att försöka sig på en karriär som modell realiserades mellan 17 och 18 års ålder (under 2007/2008), efter att hon avslutat sina gymnasiestudier. En alternativ yrkesbana var att studera kommunikation, en utbildning som inte fanns i hemstaden.
Fernández var representant för delstaten Trujillo i Miss Venezuela 2008, som hölls den 10 september 2008 och där hon vann titeln. Hon fick därmed representera Venezuela i Miss Universum 2009. Vid den tävlingen, som ägde rum 23 augusti i Nassau i Bahamas, vann Fernández. Hon kröntes därmed av sin företrädare som Miss Universum – Dayana Mendoza, som också är från Venezuela. Det var första gången som ett land vann två år i rad, vilket noterades i Guinness rekordbok.
Under det följande året, som regerande Miss Universum, genom Fernández ett antal internationella resor med koppling till mänskliga rättigheter och bistånd. Bland annat besökte hon Rwanda, där hon inledde samarbete med personer som drabbats av aids och våldsdrabbade kvinnor. 2010 skrev hon kontrakt med kosmetikaföretaget Avon om att fungera som representant för deras produkter.

### Andra aktiviteter och emigration
2014 uppmärksammades Fernández när hon deltog i en kampanj för att lyfta bristen på mänskliga rättigheter i Venezuela. Detta ledde till att fick emotta utmärkelsen Premio Internacional Yo Dona a la Labor Humanitaria, utdelad av kvinnotidningen Yo Dona.
Senare (2016) noterades att Fernández verkar som "ambassadör" för den idella organisationen Aids for Aids. Hon har även grundat sitt personliga projekt Stefanía Fernández Academy, vilket både vill främja flickors utbildning och deras möjligheter att utvecklas inom olika roller med koppling till teater eller olika mediala branscher.
Den osäkra ekonomiska och politiska situationen i hemlandet ledde under 2010-talet till att Fernández 2016 emigrerade från Venezuela, inledningsvis till Colombia och därefter till Panama. Då hade hon tvingats avsluta en påbörjad utbildning i kommunikation, men hon har senare fortsatt dessa studier genom utbildning på distans.

## Privatliv
2017 gifte Fernández sig med Bernardo Asuaje, som hon då en venezuelan bosatt i Colombia. De två skilde sig dock tre år senare.
2021 meddelade Fernández att hon fött sitt första barn. Fadern var Ender Inciarte, venezuelansk basebollspelare på elitnivå för bland annat Atlanta Braves och New York Mets. Fernández och Inciarte ingick äktenskap året efter. 2023 föddes parets andra barn; familjen var då bosatt i Tampa i Florida.

## Titlar inom skönhetstävlingsvärlden
- Miss Trujillo[2] (2008)
- Miss Venezuela[2] (2008)
- Miss Universum (2009[1])